# Psychoda luzonica
Psychoda luzonica és una espècie d'insecte dípter pertanyent a la família dels psicòdids.

## Descripció
- Les antenes presenten 14 segments.[2]

## Distribució geogràfica
Es troba a les illes Filipines: Luzon.